# سیارک ۳۲۵
سیارک ۳۲۵ (به انگلیسی: 325 Heidelberga) سیصد و بیست و پنجمین سیارک کشف شده‌است که در ۴ مارس ۱۸۹۲ و در هایدلبرگ کشف شد.
قدر مطلق سیارک برابر ۸٫۶۵ است.